# Der Todeskünstler
Der Todeskünstler ist ein Thriller des US-amerikanischen Schriftstellers Cody McFadyen. Es handelt sich um die zweite Geschichte der Protagonistin Smoky Barrett, die an den ersten Fall anknüpft. Die Originalausgabe in englischer Sprache erschien 2007 unter dem Titel The Face Of Death; die deutsche Erstausgabe erschien ebenfalls 2007 bei Lübbe.

## Handlung
Die stark traumatisierte Special Agent Smoky Barrett hat kaum ihren ersten Fall mit dem wahnsinnigen Serienmörder Joseph Sands verarbeitet, als sie in eine weitere Mordserie verwickelt wird, die ihr das Fürchten lehrt.  In der Zwischenzeit hat sie ein Jobangebot der FBI-Akademie in Quantico als Ausbilderin erhalten und denkt darüber nach, es anzunehmen, da sie sich kaum noch in der Lage sieht, ihren üblichen Polizeiberuf auszuüben. Doch vorher möchte sie mit ihrer Pflegetochter Bonnie in den Urlaub fahren, um den Kopf wieder frei zu kriegen.
Doch dann ereignet sich ein Zwischenfall und die Polizisten Callie Thorne und Lieutenant Barry Franklin werden nach einem Anruf von Alan Washington zu einem Tatort in Canoga Park gerufen. Der blutverschmierte Teenager Sarah Kingsley, geborene Langstrom, hält sich eine Schusswaffe an die Schläfe und droht mit Selbstmord. Sie will aber unbedingt noch vorher mit Smokey reden. In der Wohnung findet man die nackten und blutüberströmten Leichen ihrer beiden Pflegeeltern, Mr. und Mrs. Dean, und ihres Adoptivbruders Laurel Kingsley. Am Tatort, welches mit verstörenden Blutgemälden verunziert wurde, hat sich ein entsetzliches Verbrechen ereignet, das sich zunächst nicht einordnen lässt.
In Sarahs Zimmer, welches in schwarz gehalten ist, steht in Blut geschrieben: „Dieser Ort = Gerechtigkeit“.
Für das Mädchen ist es nicht die erste Begegnung. Sie kennt den Mörder bereits, seitdem sie sechs Jahre alt ist. Es handelt sich um einen hochgradig psychopathischen Serienmörder, der sich selbst als „Todeskünstler“ sieht und sich die 16-jährige Sarah als Opfer ausgesucht hat, das er systematisch in den Wahnsinn treiben will und ihr ruiniertes Leben nach seinen Vorstellungen neu erschaffen möchte. Er nähert sich ihr allerdings nur indirekt, indem er alles, was dem Mädchen lieb ist tötet oder töten lässt. In seiner kranken Vorstellung ist es ein Kunstwerk „Das zerstörte Leben“ und „Werk Gottes“.
Sarah ist hochgradig gefährdet und wird auf Smokeys Veranlassung von Kirby Mitchell bewacht.
Über die anonyme Hotline des FBI geht eine Nachricht des „Todeskünstlers“ ein, wo er in Granada Hills einen weiteren Ritualmord an einem älteren Mann und jungen Mädchen gesteht. Smoky befragt Sarah und setzt sich mit ihrem aufwühlenden Tagebuch auseinander, in dem sie viel über ihre Kindheit berichtet und die sadistischen Taten an ihren Pflegeeltern in allen seelisch und körperlich grausamen Einzelheiten beschreibt. Ihre Pflegeeltern werden nach nur einem Jahr des Zusammenlebens mit Sarah ermordet. Ihr Leben im Heim und mit bösartigen Pflegeeltern härten sie ab. Daraus ergibt sich die These, dass der „Todeskünstler“ möglicherweise aus Rache handelt. Es kommt heraus, dass der „Todeskünstler“ Folternarben an den Fußsohlen und eine Racheengel-Tätowierung am Oberschenkel besitzt.
Sarah soll zur krebskranken Elaine, sobald sie aus dem Krankenhaus kommt, obwohl sie bereits die Obhut über Bonnie hat.
Vor allem erlebt sie in ihrer ersten Pflegefamilie viel häusliche Gewalt. Ihre Pflegeschwester Theresa tötet ihren Vater, nachdem er sie missbrauchte und sich auch noch an Sarah vergehen wollte.
Die Vergangenheit des Mordopfers José Vargas wird beleuchtet. Er war als Menschenhändler tätig und hat, wie in einem Video gezeigt wird, junge Mädchen durch Fußschläge gefoltert. Eine Form der Bastonade, wie sie im Orient und in südamerikanischen Gefängnissen üblich ist. Die Ermittler kommen auf die Spur, dass der „Todeskünstler“ als Kind vermutlich selbst schwer missbraucht wurde und genau das erleiden musste, was Sarah durchmachen musste. Man vermutet, dass der „Todeskünstler“ ein Opfer des Menschenhändlerrings war, doch die zugehörigen Polizeiakten sind verschwunden. Die Polizei befragt Cathy Jones, die als Opfer des „Todeskünstler“ blind und arbeitsunfähig wurde. 1979 hatte Sarahs Vater Sam Langstrom gegen diesen Ring ermittelt. Die entführten Kinder wurden angeblich alle in Mexiko beseitigt. Es kommt heraus, dass die Langstrom-Akte vom Polizisten Nicholson manipuliert wurde, weil der „Todeskünstler“ seine Tochter seit zehn Jahren in seiner Gewalt hat. Dann begeht Nicholson vor Smokeys Augen Selbstmord.
Es kommt zu einem Anschlag auf das FBI-Gebäude. Im Zusammenhang damit wird das Haus von Kirby Cabrera durch ein SWAT-Einsatzkommando gestürmt. Cabrera und der „Todeskünstler“ hatten sich als Kinder kennengelernt, als sie Opfer von Vargas Pädophilenringes wurden. Es stellt sich heraus, dass der Anwalt Terry Gibbs der berüchtigte „Todeskünstler“ ist.

## Figuren
- Special Agent Smoky Barrett: Agentin des FBI in Los Angeles. Sie ist NCVA[5] -Koordinatorin. Es gehört zu ihrem Beruf, hochgefährliche Psychopathen zu jagen. Schon bei ihrer Begegnung mit Joseph Sands hat sie schlimme Verstümmelungen davongetragen. Dabei wurde auch ihr Mann getötet. Seitdem lebt das Mädchen Bonnie, die durch Joseph Sands ihre Mutter, eine Freundin Smokys, verloren hatte, zeitweise bei ihr.
- Sarah Langstrom (16): Opfer einer Gewalttat. Ihre leiblichen Eltern Linda und Sam waren sehr wohlhabend. Sie verlor ihre Pflegeeltern und erlebte während ihrer Heimaufenthalte traumatische Dinge.
- ††† Mr. und Mrs. Kingsley, Laurel Kingsley: Mordopfer.
- Callie Thorne (38): Mitarbeiterin in Smokys Team. Forensikerin.
- Alan Washington: Mitarbeiter in Smokys Team. Verhörspezialist.
- Elaina Washington: seine Ehefrau, sie ist an Krebs erkrankt.
- † José Vargas (58): Menschenhändler aus Argentinien. Er besitzt ein langes Vorstrafenregister.
- Terry Gibbs: Rechtsanwalt und „Todeskünstler“.
- Lieutenant Barry Franklin: Beamter der lokalen Polizei.

## Sprachstil

### Klappentext
„Smoky Barrett riecht den Tod, als sie die Tür öffnet. Der Boden und die Wände sind mit Blut getränkt. Auf dem Bett liegen zwei tote Körper - geschändet, entstellt, ausgeweidet. Neben ihnen kauert ein Mädchen. Der Todeskünstler hat sie besucht. Seit Jahren zerstört er ihr Leben, tötet jeden, der ihr lieb ist. Er will sie in den Wahnsinn treiben und nach seinem Bild neu erschaffen. Er wird wieder zu ihr kommen ...“

„Die Stimme hat recht. Ich bin Agentin beim FBI Los Angeles und verantwortlich für die Jagd auf den Abschaum des Abschaums. Kindesmörder, Serienkiller, Männer (und manchmal Frauen) ohne jedes Gewissen, ohne Skrupel, ohne Erbarmen. Das ist seit mehr als einem Jahrzehnt mein Job, und wenn ich den Tod auch noch nicht in all seinen Verkleidungen gesehen habe, so doch in den meisten. Der Tod ist stets gegenwärtig, und er ist gefräßig. Er frisst die Seele auf.“

## Rezensionen
Der Kölner Stadt-Anzeiger schreibt über den Thriller „Mcfadyen schreibt die Bücher, die man von King heute gerne lesen würde.“, der Kurier Wien „Noch grausamer, tragischer und dramatischer.“, die B.Z. Berlin „Cody Mcfadyen schreckt in seinem Thriller 'Der Todeskünstler' vor keinem grausigen, erschreckenden Szenario zurück.“  und die Neue Welt für die Frau aus Düsseldorf: „Nichts für schwache Nerven, spannend bis zum Schluss.“
Der Thriller, der wegen seiner ausladenden Brutalitäten häufig einem Horrorthriller anmutet, ist aus der Ich-Perspektive geschrieben und lässt Action- mit Sexszenen einander abwechseln. Auch im zweiten Band der Smoky-Barrett-Reihe geht es um detaillierte Grausamkeiten wie „Menschen aufschlitzen“, „ausbluten“, „ausweiden“ und dergleichen.
Die Figuren sind nach Meinung von Lars Schafft sehr eindimensional beschrieben, da sie zu offensichtlich zwischen Gutmenschen, die nur positive Züge aufweisen und absolute Cracks auf ihrem Gebiet sind, und bitterbösen Verbrechern unterscheidet.
Der Charakter Smoky Barretts sei extrem überzeichnet, so dass er schon skurrile bis unfreiwillig komische Züge trage. Sie ist eine Elite-Agentin, die Furchtbares mitmachen musste. Ein Serienkiller hat vor ihren Augen ihren Mann und ihre Tochter auf bestialische Weise umgebracht. Seitdem hat sie die kleine Bonnie, die tagelang an ihre tote Mutter gefesselt verbringen musste, als ihre Ziehtochter bei sich aufgenommen, was nicht sehr realistisch erscheint.
Die sich auf 600 Seiten erstreckende Geschichte sei langatmig und „nervig“, was die Rätsel angeht, die der Autor dem Leser stellt. Der Thriller wirke damit „derb und anschaulich-blöde“. Dazu passieren zu viele Bestialitäten wie Kindesmissbrauch, Vergewaltigungen, Folter, Zwang zum Selbstmord, Zwang zum Mord und weitere Abstrusitäten. Die verwendeten Bilder seien zu überzogen, „kirschrot glühende Zigaretten“ und Sexszenen sich über zwei Seiten ausdehnen und mit Bildern wie „eine Gezeitenwoge, die über mir zusammenschlägt, mich ertränkt und beim Zurückfluten die Leichen ins Meer nimmt“. Für Lars Schafft ist Der Todeskünstler eine „plakative, bluttriefende Gewaltorgie, nicht die Spur von Suspense, kitschiger Gefühlsplüsch, Charaktere ohne jegliche Schattierungen und das Ganze in einem Stil, für den jeder Studi in „Creative Writing“ eins übergezogen bekäme“. Es sei ein Buch, welches „übelst auf den Magen schlägt und ein Trash-Thriller, der Brechreiz“ verursachen würde.

## Ausgaben
- Cody McFadyen: The Face Of Death. Bantam. Reprint Edition. 2008, ISBN 978-0-553-58994-8.
- Cody McFadyen: Der Todeskünstler. Thriller. Übersetzung von Axel Merz. Bastei Lübbe, Bergisch Gladbach 2007, ISBN 978-3-7857-2302-9.
- Cody McFadyen: Der Todeskünstler: Smoky Barrett 2 Audible Logo Audible Hörbuch.